# النقابة الوطنية للصحفيين التونسيين
النقابة الوطنية للصحفيين التونسيين هي جمعية تونسية تضم الصحافيين التونسيين من مختلف وسائل الإعلام.

## نبذة تاريخية
تأسست يوم 13 جانفي 2008. إلا أن العمل الجمعياتي للصحفيين التونسيين يعود إلى الستينات حيث أسسوا عام 1962 أول هيكل لهم هو الرابطة التونسيّة للصحافة  التي تحولت عام 1969 إلى جمعية الصحافيين التونسيين.

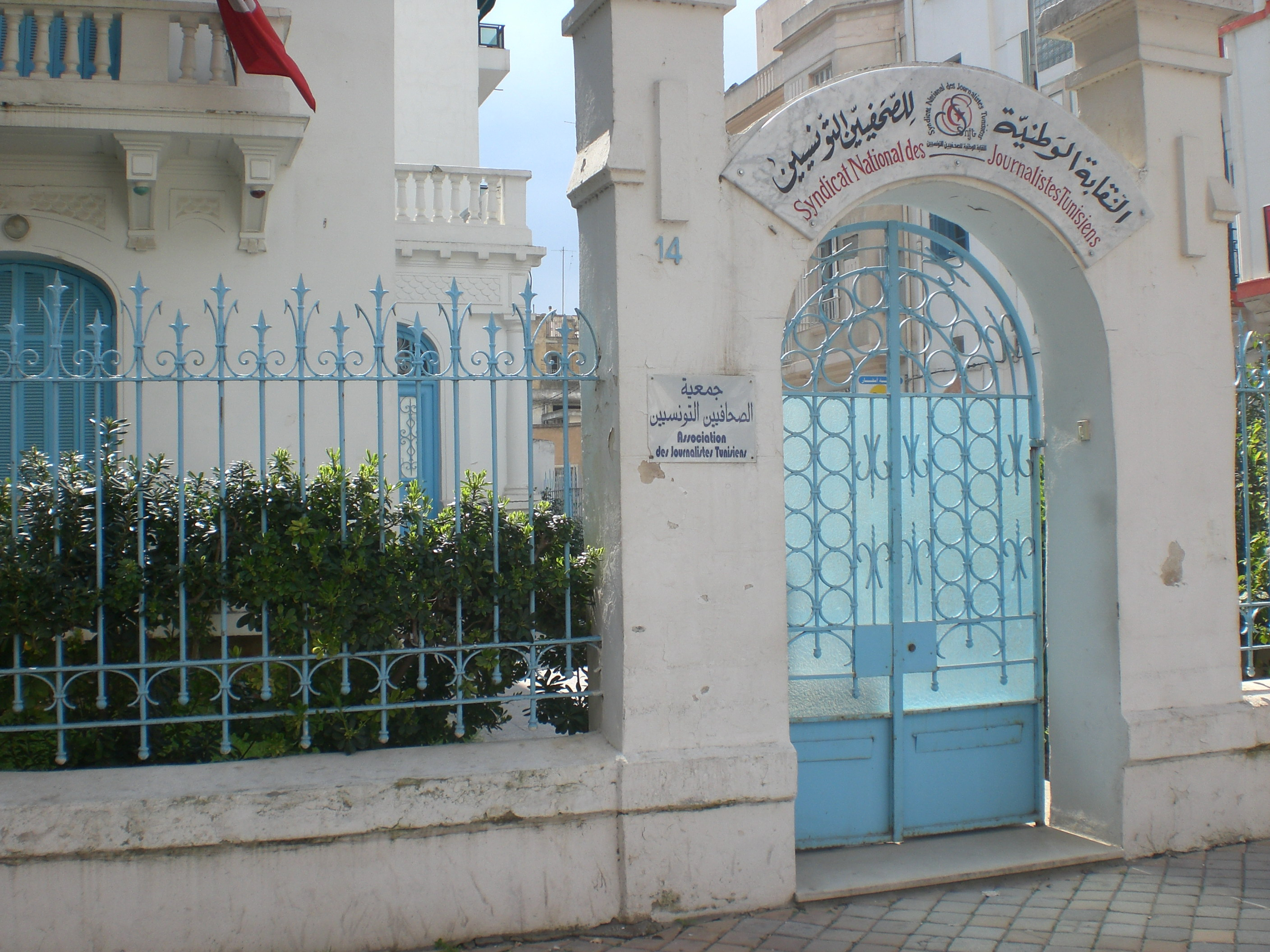
مقر النقابة وقبل ذلك جمعية الصحافيين

## أهدافها
وتهدف هذه النقابة كما جاء في الفصل الثاني من قانونها الأساسي إلى تحقيق جملة من الأهداف من بينها:
- جمع شمل الصحافيين التونسيين ؛
- الدفاع عن حقوقهم المادية والمعنوية ؛
- صيانة المهنة الصحافية وضمان احترام ميثاق شرفها.
- الدفاع عن حرية الرأي والتعبير، وخاصة حرية الإعلام والصحافة

## هياكلها
يسير النقابة مكتب تنفيذي منتخب لمدة ثلاث سنوات ويتكون من تسعة أعضاء على رأسهم رئيس. كما للنقابة مكتب تنفيذي موسع يتركب من أعضاء المكتب التنفيذي ورؤساء الفروع ورؤساء اللجان القارة والأعضاء النواب.
ويتكون المكتب التنفيذي الحالي للنقابة، والمنتخب في مؤتمر افريل 2014، من العناصر التالية:
- رئيس: ناجي البغوري
- كاتب عام: سكينة عبد الصمد
- كاتب عام مساعد مكلف بالحريات الصحفية: عائدة الهيشري
- أمين مال: خميس العرفاوي
- عضو مكلف بالنظام الداخلي:يوسف الوسلاتي
- عضو مكلف بالشؤون الاجتماعية:كريم اللطيفي
- عضو مكلف بالشؤون المهنية والرسكلة والثقافة: سيدة الهمامي
- عضو مكلف بالعلاقات الخارجية:زياد دبار
- مكلف بالجهات: حاتم بلحوش
- وفي سبتمبر 2020 تم انتخاب مكتب جديدي يتكون من الاتي ذكرهم:
- محمد ياسين الجلاصي: رئيس النقابة أميرة محمد: نائبة الرئيس ريم سوودي :أمينة المال سامي ناصري: عضو مكلف بالشؤون الاجتماعية وجيه الوافي: عضو مكلف بالنظام الداخلي عبد الرؤوف بالي :عضو مكلف بالشؤون المهنية والقانونية رمزي أفضال: عضو مكلف بالثقافة والاتصال والعلاقة مع المجتمع المدني فوزية الغيلوفي: عضو مكلفة بالعلاقات الخارجية ياسين البحري :عضو مكلف بالتطوير المهني والتدريب والسلامة المهنية

## الانقلاب على النقابة
في ماي 2009 استقال ثلاثة أعضاء من المكتب التنفيذي هم: عادل السمعلي وسفيان رجب وسميرة الغنوشي على اثر خلافات بين أعضاء المكتب نظرا للتقارير والبيانات التي كان يصدرها المكتب التنفيذي المتعلقة بالحريات والمنددة بمصادرة حقوق الصحفيين وحرية التعبير، وفي أواخر جوان التحق بهم الحبيب الشابي، بما فتح المجال أمام عقد مؤتمر استثنائي انقلابي تم فيه الانقلاب على المكتب الشرعي الذي يتراسه ناجي البغوري آنذلك. وعلى إثر المؤتمر الانقلابي الذي عقد يوم 15 أوت بدعم من نظام بن علي وبحضور 600 صحفي رفعوا على إثر فوز الأغلبية برقية شكر وتأييد إلى رئيس الدولة السابق زين العابدين بن علي. هذا وقد تركب المكتب الذي أفرزه مؤتمر 15 أوت الانقلابي من العناصر المستقيلة الأربعة من المكتب التنفيذي بالإضافة إلى خمسة عناصر أخرى: جمال الدين الكرماوي والبشير الطمباري ورشيدة الغريبي وعبد الكريم الجوادي وشكري بن نصير.
وبعد سقوط نظام بن علي في جانفي 2011 استعاد المكتب التنفيذي الشرعي قيادته للنقابة الوطنية واعاد جمع الصحفيين حوله واعد للمؤتمر الثاني للنقابة والذي سلم فيه المشعل لقيادة نقابية جديدة في مؤتمر ديمقراطي.

## اللجان
وتتكون النقابة من 9 لجان ومركز بحوث ودراسات وهي